# Стеблево (селище, Грязовецький район)
Сте́блево (рос. Стеблево) — селище у складі Грязовецького району Вологодської області, Росія. Входить до складу Ком'янського сільського поселення.

## Населення
Населення — 15 осіб (2010; 20 у 2002).
Національний склад (станом на 2002 рік):
- росіяни — 100 %